# Liste der Monuments historiques in Morelmaison
Die Liste der Monuments historiques in Morelmaison führt die Monuments historiques in der französischen Gemeinde Morelmaison auf.

## Liste der Objekte
| Bezeichnung      | Beschreibung                        | Standort                       | Kennzeichnung | Schutzstatus | Datum | Bild |
| ---------------- | ----------------------------------- | ------------------------------ | ------------- | ------------ | ----- | ---- |
| Weihwasserbecken | Gusseisen, 16. oder 17. Jahrhundert | in der Kirche St-Martin (Lage) | PM88000580    | Classé       | 1908  |      |
| Glocke           | Bronze, 1780 gegossen               | in der Kirche St-Martin (Lage) | PM88000581    | Classé       | 1922  |      |